# Efruzina Vikent'evna Supinskaja
Efruzina Vikent'evna Supinskaja, in russo Ефрузина Викентьевна Супинская? (Arcangelo, 1853 – Kola, 2 ottobre 1879), è stata una rivoluzionaria russa.

## Biografia
Nata in una famiglia nobile, studiò e si diplomò nel 1869 nel ginnasio di Archangel'sk. Trasferitasi a Mosca nel 1873, s'iscrisse a un corso di ostetricia e si legò a un gruppo di čajkovcy. A scopo di propaganda, questi trascrivevano libri proibiti dal regime, le cui pagine venivano stampate in una tipografia clandestina preparata da Ippolit Myškin e poi portate in una legatoria di Saratov, dove i libri venivano confezionati.
Arrestata il 9 giugno 1874, nel gennaio del 1875 fu trasferita nella fortezza Pietro e Paolo di Pietroburgo e di qui, il 15 gennaio 1876, nella Casa di detenzione preventiva della capitale. Imputata di stampa e distribuzione di opere che «eccitavano alla ribellione e alla disobbedienza dell'autorità», il 4 febbraio 1878 fu condannata nel «processo dei 193» a quattro anni di reclusione, poi commutati nel confino.
Il 29 luglio 1878 fu trasferita ad Archangel'sk e l'11 agosto a Kola. Il 15 settembre 1879 fu accettata la sua richiesta di poter sposare un cittadino svedese con l'impegno di abbandonare la Russia senza farvi più ritorno, ma la Supinskaja morì pochi giorni dopo, il 2 ottobre.